# كبريتات الفاناديل
كبريتات الفاناديل هو مركب كيميائي لاعضوي صيغته VOSO4؛ والذي يوجد في عدة أشكال مائية من الهيدرات VOSO4(H2O)x، تتراوح فيها قيمة x ماء التبلور هنا بين 0 إلى 6؛ وأكثرها شيوعاً هي خماسي الهيدرات. يوجد المركب على هيئة بلورات زرقاء.

## التحضير
يحضر المركب من تفاعل أكسيد الفاناديوم الخماسي (خماسي أكسيد الفاناديوم) مع ثنائي أكسيد الكبريت في وسط من حمض الكبريتيك:
{\displaystyle \mathrm {V_{2}O_{5}+7\ H_{2}O+SO_{2}+H_{2}SO_{4}\longrightarrow } }{\displaystyle \mathrm {2\ [V(O)(H_{2}O)_{4}]SO_{4}} }
يستحصل وفق هذا الأسلوب على الشكل المائي، أما الشكل اللامائي فيستحصل من التفاعل في وسط مركز من حمض الكبريتيك الساخن لعدة ساعات.:
{\displaystyle {\ce {2 V2O5 + 4 H2SO4 -> 4 VOSO4 + 4 H2O + O2}}}

## الخواص
يوجد المركب في الشروط القياسية على هيئة بلورات زرقاء، ويعد مصدراً لأيونات الفاناديل 2+VO المستقرة.

## التطبيقات
يستخدم هذا المركب بشكل واسع من أجل تحضير مشتقات الفاناديل، مثل مركب أسيتيل أسيتونات الفاناديل:
{\displaystyle {\ce {[V(O)(H2O)4]SO4 + 2 C5H8O2 + Na2CO3 -> [V(O)(C5H7O2)2] + Na2SO4 + 5 H2O + CO2}}}